# Myodopsylla trisellis
Myodopsylla trisellis är en loppart som beskrevs av Jordan 1929. Myodopsylla trisellis ingår i släktet Myodopsylla och familjen fladdermusloppor. Inga underarter finns listade i Catalogue of Life.